# Palaiologen

Tetragrammkreuz, Wappen der byzantinischen Adelsfamilie Palaiologos

Der kaiserlich-byzantinische Doppeladler der Palaiologen

Die Palaiologen (griechisch Παλαιολόγος Palaiológos, Plural Παλαιολόγοι Palaiológoi, mittelgriechische Aussprache Paleológos/Paleológi) waren die letzte Kaiserdynastie des Byzantinischen Reichs. Sie regierten den Staat von 1259 bis zur Eroberung Konstantinopels durch die Osmanen 1453. Die Palaiologen starben in der männlichen Linie im Jahr 1502 mit Andreas Palaiologos aus, der seine Thronansprüche auf Byzanz an Karl VIII. von Frankreich und später an Ferdinand den Katholischen von Spanien abgetreten hatte.
Die Familie beherrschte von 1382 bis 1460 auch das Despotat Morea (Mistra auf der Halbinsel Morea), das jeweils dem Thronfolger anvertraut wurde (Sekundogenitur). Durch Erbschaft gelangte ein Zweig der Familie 1305 in den Besitz der Markgrafschaft Montferrat in Norditalien, die in weiblicher Erbfolge 1533 an die Familie Gonzaga überging.
Die Ehe des Großfürsten Iwan III. von Moskau mit Sofia Palaiologa, der Nichte des letzten byzantinischen Kaisers Konstantin XI., begründete den russischen Anspruch auf die geistige und religiöse Nachfolge des Byzantinischen Reichs, der unter anderem durch die Übernahme des Doppeladlers in das russische Wappen dokumentiert wurde (vgl. Drittes Rom).

## Byzantinische Kaiser aus der Familie der Palaiologen
- Michael VIII. (1259–1282)
- Andronikos II. (1282–1328)
- Michael IX. (1294–1320)
- Andronikos III. (1328–1341)
- Johannes V. (1341–1391)
- Johannes VI. (1347–1354)
- Andronikos IV. (1376–1379)
- Johannes VII. (1390)
- Manuel II. (1391–1425)
- Johannes VIII. (1425–1448)
- Konstantin XI. (1448–1453)

## Markgrafen von Montferrat aus der Familie der Palaiologen
- Theodor I. (1305–1338)
- Johann II (1338–1372)
- Otto III. (1372–1378)
- Johann III. (1378–1381)
- Theodor II. (1381–1418)
- Johann Jakob (1418–1445)
- Johann IV. (1445–1464)
- Wilhelm X. (1464–1483)
- Bonifatius IV. (1483–1494)
- Wilhelm XI. (1494–1518)
- Bonifatius V. (1518–1530)
- Johann Georg (1530–1533)

## Familienbeziehungen

### Michael VIII. bis Michael IX.
1. Alexios Palaiologos ⚭ 1200 Irene Angela, Tochter des Kaisers Alexios III. von Byzanz
  1. Andronikos Palaiologos († 1246), Statthalter von Makedonien
    1. Michael VIII. Palaiologos (1224–1282), Kaiser von Nikaia 1259, Kaiser von Byzanz 1261 ⚭ Theodora Doukaina Komnene Palaiologina Batatzaina (* um 1240; †-4. März 1303), eine Tochter von Ioannes Batatzes und seiner Gemahlin Evdokia Angelina, einer Tochter Ioannes Komnenos Angelos[1][2]
      1. Irene Palaiologina ⚭ Iwan Assen III., Zar der Bulgaren († 1300)
      2. Andronikos II. Palaiologos (1259–1332), Kaiser von Byzanz 1282–1328, ⚭ 1) 1274 Anna († um 1284), wohl Tochter des Königs Stephan V. von Ungarn, ⚭ 2) 1284 Yolande von Montferrat († 1317), Tochter des Markgrafen Wilhelm VII.
        1. Michael IX. Palaiologos (1277–1320), Mitkaiser 1295 (Nachkommen siehe unten)
        2. Konstantin Palaiologos († 1334/35), Despot von Thessaloniki
        3. Johannes Palaiologos (1286–1307), Despot von Thessaloniki
        4. Simonis Palaiologina ⚭ 1299 Stefan Uroš II., König von Serbien († 1320)
        5. Theodor I. Palaiologos (1291–1338), Markgraf von Montferrat 1305 ⚭ Argentina Spinola, Tochter des Obezzino Spinola (Nachkommen siehe unten)
        6. Demetrios Palaiologos, Despot von Thessaloniki
          1. Irene Palaiologina († um 1391) ⚭ Matthaios Asanes Kantakuzenos, byzantinischer Kaiser von 1353 bis 1357 und von 1380 bis 1383 byzantinischer Despot von Morea († 1391)

      3. Anna Palaiologina († 1299/1300) ⚭ Demetrios Michael Dukas Komnenos Kutrules, Despot
      4. Konstantin Palaiologos Porphyrogennetos ⚭ Irene Raulaina
        1. Johannes Palaiologos-Komnenos (1292–1327) ⚭ Irene, Tochter von Theodoros Metochites
          1. Maria Palaiologina ⚭ 1324 Stefan Uroš III., König von Serbien († 1331)
            1. Simeon Uroš Palaiologos († 1370/71), Zar von Thessalien

      5. Theodora Palaiologina ⚭ David VI. Narin, König von Georgien
      6. Eudokia Palaiologina († 1302) ⚭ 1282 Johannes II. Komnenos, Kaiser von Trapezunt († 1297)
        1. Maria Palaiologa ⚭ 1) 1269 Konstantin Tich Assen, Zar der Bulgaren († 1277), ⚭ 2) 1277 Iwajlo, Zar der Bulgaren († 1280)

      7. Theodoros Palaiologos († nach 1310)

    2. Johannes Dukas Palaiologos († 1274/75), Megas Domestikos, Sebastokrator und Despot
      1. Anna Komnene Dukaina Palaiologina; † als Nonne Anthusa (um 1280)
      2. Konstantin Tornikes Palaiologos (aus 2. Ehe), Megas Drungarios

    3. Maria Palaiologina, „Protosebastissa“ (* um 1216; † vor 1266 als Nonne Martha) ⚭ 1237 Nikephoros Tarchaneiotes
    4. Eirene Komnene Palaiologina (* um 1218; † als Nonne Eulogia Anfang Dezember 1285) ⚭ Johannes Komnenos Angelos Kantakuzenos, Dux des Thema Thrakien, Pinkernes
    5. Konstantin Angelos Komnenos Dukas Palaiologos, 1259 Kaisar (Caesar), 1260 Sebastokrator, 1262–1264 Feldherr auf dem Peloponnes; † als Mönch Kallinikos um 1271

### Andronikos III. bis Konstantin XI.
1. Michael IX. Palaiologos (1277–1320), Mitregent 1295 (siehe oben)
  1. Andronikos III. Palaiologos (1297–1341), Kaiser von Byzanz 1328, ⚭ 1) Irene (Adelheid) von Braunschweig-Grubenhagen († 1324), Tochter des Herzogs Heinrich I. von Braunschweig, ⚭ 2) 1326 Johanna von Savoyen († 1365), Tochter des Grafen Amadeus V.
    1. Johannes V. Palaiologos (1332–1391), Kaiser von Byzanz 1341–1376 und 1379–1391, ⚭ 1347 Helene Kanzakuzena Assenina († 1391), Tochter des Kaisers Johannes VI. Kantakuzenos von Byzanz
      1. Andronikos IV. Palaiologos (1348–1385), Kaiser von Byzanz 1376–1379 ⚭ Keratsa von Bulgarien (1348–1390), Tochter des bulgarischen Zar Iwan Alexander aus dem Haus Schischman
        1. Johannes VII. Palaiologos, Mitregent 1376–1379, Regent 1390, Kaiser von Byzanz 1399–1402
          1. Andronikos V. Palaiologos (~1400–1407), Mitkaiser von Byzanz

      2. Manuel II. Palaiologos (1350–1425), Mitregent 1373, Kaiser von Byzanz 1391–1423
        1. Johannes VIII. Palaiologos (1392–1448), Kaiser von Byzanz 1423–1448, ⚭ 1) 1411 Anna (1393–1417), Tochter des Großfürsten Wassili II. von Moskau, ⚭ 2) 1420 Sofia von Montferrat († 1425), Tochter des Markgrafen Theodor II. von Montferrat
        2. Theodor II. Palaiologos († 1448), Despot von Morea 1407–1443
          1. Elena Palaiologa ⚭ Johann II., König von Zypern († 1458)

        3. Andronikos Palaiologos (1400–1429), Despot und Statthalter von Thessaloniki
          1. Johannes Palaiologos, Despot

        4. Konstantin XI. Palaiologos (1404–1453), Kaiser von Byzanz 1448
        5. Thomas Palaiologos († 1465), Fürst von Achaia 1432–1460, ⚭ 1430 Caterina, Tochter des Fürsten Centurione II. von Achaia
          1. Manuel Palaiologos – Nachkommen
          2. Sofia Palaiologa († 1503) ⚭ 1473 Iwan III., Großfürst von Moskau (1440–1505)
          3. Andreas Palaiologos (1453–1502)
          4. Elena Palaiologa († 1474) ⚭ Lazar Branković, Despot von Serbien († 1458)

        6. Demetrios Palaiologos, Despot von Morea 1443–1460

      3. Michael Palaiologos († 1376/77),
      4. Theodor I. Palaiologos († 1407), Despot von Morea 1383 – Nachkommen, ausgestorben 1460

    2. Michael Palaiologos, Despot
    3. Irene Palaiologina, Kaiserin von Trapezunt (1340–1341) ⚭ geschieden 1339 Basilios Komnenos, Kaiser von Trapezunt (1332–1340)

  2. Manuel Palaiologos († 1319/20), Despot
  3. Theodora Palaiologina ⚭ 1) 1320 Theodor II. Swetoslaw Terter, Zar der Bulgaren († 1322), ⚭ 2) 1325 Michael, Zar der Bulgaren († 1330)

### Die Palaiologen in Montferrat bis Markgraf Johann Jakob
1. Theodor I. Palaiologos (1291–1338), Markgraf von Montferrat 1305 (siehe oben)
  1. Johann II. († 1372), Markgraf von Montferrat 1338, ⚭ 1) 1337 Cecile de Comminges (Haus Comminges), ⚭ 2) 1358 Isabella von Aragón, Tochter des Königs Jakob II. von Mallorca
    1. Otto III. (1361–1378), Markgraf von Montferrat 1372, ⚭ 1377 Violanta Visconti († 1382), Tochter des Galeazzo II. Visconti
    2. Johann III. († 1381), Markgraf von Montferrat 1378
    3. Theodor II. (1364–1418), Markgraf von Montferrat 1381, ⚭ 1) Argentina Malaspina, ⚭ 2) 1393 Johanna von Bar († 1402), Tochter der Grafen Robert, ⚭ 3) 1403 Margherita von Savoyen (um 1382–1464), Tochter des Herzogs Amadeus von Piemont
      1. Johann Jakob (1395–1445), Markgraf von Montferrat 1418, ⚭ 1411 Johanna von Savoyen (1392–1460), Tochter des Herzogs Amadeus VII. (Nachkommen siehe unten)
      2. Sofia ⚭ 1421 Johannes VIII. Palaiologos (1392–1448), Kaiser von Byzanz
      3. Sibylle ⚭ 1413 Johann, König von Zypern

  2. Jolante († 1342) ⚭ 1330 Aymon, Graf von Savoyen (1291–1343)

### Die Palaiologen in Montferrat ab Markgraf Johann IV.
1. Johann Jakob (1395–1445), Markgraf von Montferrat 1418, (siehe oben)
  1. Johann IV. († 1464), Markgraf von Montferrat 1445, ⚭ 1458 Margherita von Savoyen († 1483), Tochter des Herzogs Ludwig
  2. Isabella ⚭ 1436 Ludwig I., Markgraf von Saluzzo
  3. Wilhelm X. († 1483), Markgraf von Montferrat 1464, ⚭ 1) Marie de Foix († 1467), Tochter des Grafen Gaston, Prince de Navarre, ⚭ 2) 1469 Elisabetta Sforza († 1473), Tochter des Herzogs Francesco I. Sforza von Mailand, ⚭ 3) 1474 Bernarde de Penthièvre († 1485), Tochter des Grafen Johann
    1. Johanna ⚭ 1481 Ludwig II., Markgraf von Saluzzo
    2. Bianca († 1519) ⚭ 1485 Karl I. Herzog von Savoyen (1468–1490)

  4. Bonifatius IV. († 1494), Markgraf von Montferrat 1483, ⚭ 1) 1483 Hélène de Penthièvre († 1484), Tochter des Grafen Johann, ⚭ 2) 1485 Maria Komnena (1466–1495), Tochter des Fürsten Stefan von Serbien
    1. Wilhelm XI. (1486–1518), Markgraf von Montferrat 1494, ⚭ 1508 Anne d’Alençon (1492–1562), Tochter des Herzogs René
      1. Maria (1509–1531)
      2. Margarete (1510–1566) ⚭ 1531 Federico II. Gonzaga (1500–1540), Markgraf und (ab 1530) Herzog von Mantua, Markgraf von Montferrat 1533
      3. Bonifatius V. (1512–1530), Markgraf von Montferrat 1518

    2. Johann Georg (1488–1533), Markgraf von Montferrat 1530, ⚭ 1533 Julia von Aragón († 1542), Tochter des Friedrich I. von Neapel
    3. Margarete († 1496) ⚭ Viktorin (1443–1500), Herzog von Münsterberg, Herzog von Troppau, Graf von Glatz

  5. Amadea ⚭ 1437 Johann II., König von Zypern († 1458)

Einer nichtebenbürtigen Verbindung eines Mitgliedes dieser byzantinischen Kaiser-Dynastie soll die französische Familie Paléologue entstammen; ein Mitglied derselben war der französische Diplomat Maurice Paléologue (1859–1944), der durch seinen Tagebuchbericht über den Sturz des Zarenreiches bekannt wurde.

## Anwärter auf den kaiserlichen byzantinischen Titel
Die männliche Linie der Paläologen, Nachkommen des letzten byzantinischen Kaisers Konstantin, starb im frühen 16. Jahrhundert aus. Diese Tatsache hat die Anwärter auf den kaiserlich byzantinischen Titel nie entmutigt, in verschiedenen Teilen Europas bis in unsere Tage aufzutauchen. Die Paläologen waren bereits in der byzantinischen Zeit eine weit verbreitete Familie und nicht alle, die diesen Namen trugen, waren mit der kaiserlichen Linie verwandt.
Der unwiderstehliche Versuch späterer Paläologen war es jedoch, Verbindungen zu den letzten römischen Kaisern zu suchen und herzustellen. Als mittellose Flüchtlinge aus dem verfallenen Byzanz konnte man mit dem Namen Paleologos handeln und Ansehen erlangen, wenn nicht sogar eine Rente von einem Fürsten, einem Papst oder einem Kardinal erhalten. Viele von ihnen ließen sich in Norditalien, in Venedig, in Pesaro oder in Viterbo nieder.
Im 15. und 16. Jahrhundert dienten zahlreiche Paläologen als Stradioten oder Kavalleristen der Republik Venedig. Venezianische Dokumente beziehen sich häufig auf ihre „mühsame“ Fähigkeit, der Serenissima zu dienen. Teodoro Paleologo, dessen Karriere gut dokumentiert ist, starb 1532 und stammte wahrscheinlich aus Mistra. Andere waren Giovanni um 1482, Annibale und sein Sohn Leziniano um 1586 und Andrea Paleologo Graitzas um 1460, von denen heute noch einige der überraschend zahlreichen Paläologen von Athen die Abstammung beanspruchen. Zu Beginn des 16. Jahrhunderts lebte in San Elpidio a Mare in der Nähe von Pesaro ein Lucio oder Livio Andronico Paleologo.

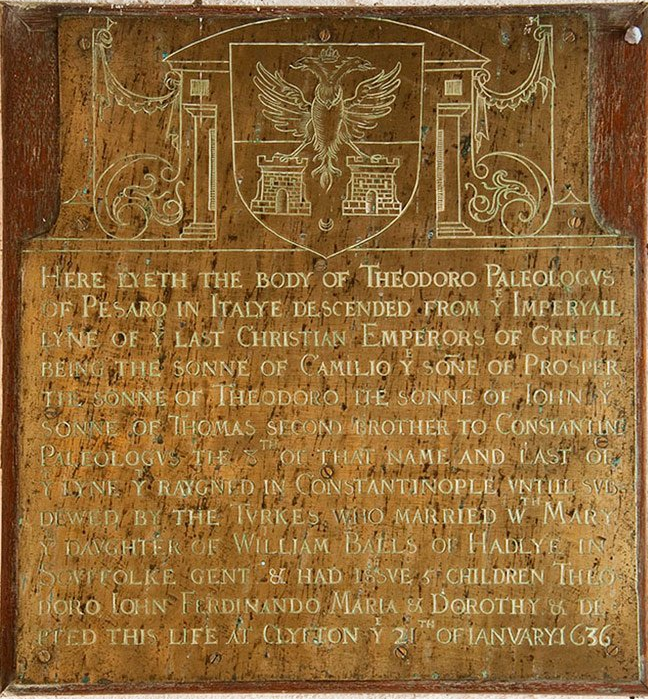
Messinggrabstein von Teodoro Paleologus (* Pesaro 1578 err.) in der St. Leonard e St. Dilpe Kirche in Landulph.

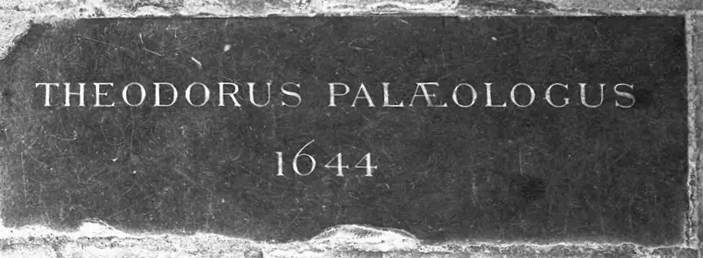
Grabstein von Teodoro Paleologus (Sohn) in der St. Michaelskapelle in der Westminster Abbey

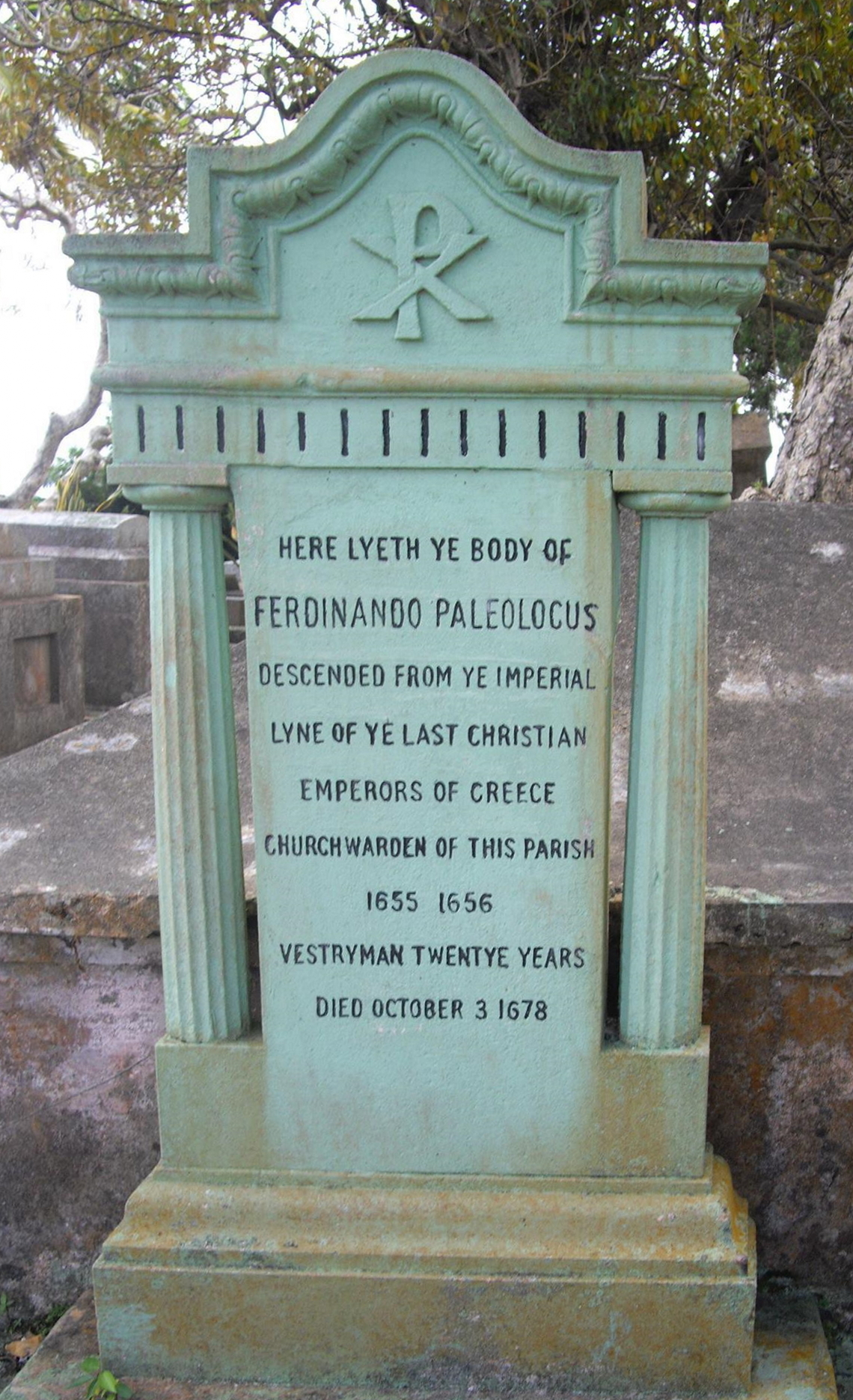
Grabstein von Ferdinando im Friedhof von di Saint John auf der Insel Barbados

Im englischen Bürgerkrieg (1642–1651) zwischen den Royalisten und Parlamentariern kämpften die Brüder Teodoro (* 1609) und Giovanni Palaiologos (* 1611) als hochrangige Offiziere gegeneinander für beide Parteien. Gräber der Palaiologos befinden sich in der Pfarrkirche St. Leonard und St. Dilpe in Landulph, Cornwall, in der Westminster Abbey in London und auf der Insel Barbados.
1. Teodoro Paleologo[Anm. 2] (* Pesaro 1578 err.; † Clifton, Landulph 1636; beerdigt am 20. Oktober 1636[Anm. 3]) ⚭ 1. (6. Juli 1593 Insel Chios) Eudoxia Commena († 1596); ⚭ 2. (1. Mai 1600 Cottingham, Yorkshire) Mary Balls, Tochter von William Balls aus Hadley, Suffolk Gent.[8]
  1. Teodora ⚭ (* 6. Juli 1594 Insel Chios; Tochter der 1. Ehefrau) ⚭ (10. Oktober 1614 Chiesa Santi Pietro e Paolo dei Greci in Neapel) Fürst Demetrius Rhodocanakis (Rhodokanakis);[9] das Paar hatte mehrere Kinder. Der Jüngste war
    1. Konstantin Rhodocanakis[Anm. 4][10] (* 5. Dezember 1635 Schloss Rhodocanakis auf Chios; † 13. August 1689 in Amsterdam an Typhus)[Anm. 5] ⚭ (Oktober 1667 auf Chios) Henriette, Tochter von Herzog Anthony Koressy und Donna Virginia Visconti.[11]
      1. Mary (* 1678; † Januar 1688 in London)[Anm. 6][11]
      2. Julia ⚭ 6. Juni 1691 (Cousin) Fürst Francis Rhodocanakis[11]

  2. Teodoro[Anm. 7] (* 1609; † 1644)[8]
  3. Johann[Anm. 8] (* 1611; † 14. Juni 1645, Schlacht von Naseby)[9]
  4. Ferdinand[Anm. 9] (* 1615 ca.; † Oktober 1678, Parish St. John Barbados)[Anm. 10][9] ⚭ Rebecca Pomfrett[12]
    1. Teodorico[13] († 1680)[8] ⚭ Martha Bradbury delle Barbados[14]
      1. ein Sohn (* Stepney, ein Stadtteil von London Borough of Tower Hamlets)[14]
      2. vielleicht auch eine Tochter[14]

  5. Maria (beerdigt 15. Mai 1674, Landulph)[8]
  6. Dorothea (beerdigt 12. Juli 1683, Landulph) ⚭ (23. Dezember 1656, Landulph[Anm. 11]) William Arundell[8]